# Trzcianka
Trzcianka is een stad in het Poolse woiwodschap Groot-Polen, gelegen in de powiat Czarnkowsko-trzcianecki. De oppervlakte bedraagt 18,25 km², het inwonertal 16.776 (2005).

## Verkeer en vervoer
- Station Trzcianka

## Partnersteden
- Berwick-upon-Tweed (Verenigd Koninkrijk), sinds 2000
- Lehrte (Duitsland)